# Bernhard Heinrich Irrgang
Bernhard Heinrich Irrgang (ur. 23 lipca 1869 w Zdunach, zm. 8 kwietnia 1916 w Berlinie) – niemiecki kompozytor, organista i pedagog.
Był synem kantora i nauczyciela ewangelickiego Heinricha Irrganga i Wally z domu Bischoff. Po ojcu odziedziczył talent muzyczny. W 1890 rozpoczął naukę w Królewskim Instytucie Muzyki Kościelnej, edukację kontynuował w Szkole Mistrzów Blumnera w Berlinie.
Był organistą w wielu berlińskich świątyniach, występował też w filharmonii. Popularyzował muzykę sakralną, co tydzień grając koncerty organowe. W 1905 został nauczycielem gry na organach w Konserwatorium Sterna, od 1912 był wykładowcą w Królewskiej Wyższej Szkole Muzycznej. Komponował sonety, pieśni i arie. Zmarł 8 kwietnia 1916 w Berlinie.